# Música de Irán
La música de Irán abarca toda la música producida por artistas iraníes. Además de la música tradicional y géneros clásicos, también incluye pop y estilos internacionales como el jazz, rock y hip hop.
La música iraní ha influido en otras culturas de Asia occidental, en la construcción de gran parte de la terminología musical de la vecina Turquía y las culturas árabes, y llegó a India a través del Imperio mogol del siglo XVI, cuya corte promovió nuevas formas musicales trayendo músicos desde Irán.

## Historia

### Primeros registros
La música en Irán, como lo demuestran los archivos arqueológicos "preiraní" del Elam, la civilización más antigua en el sudoeste de Irán, se remonta a miles de años. Irán es, aparentemente, la cuna de los primeros instrumentos complejos, que datan del III milenio a. C. Una serie de trompetas de plata, oro y cobre encontradas en el este de Irán se le atribuyen a la civilización Oxus y datan de entre 2200 y 1750 a. C. El uso de arpas tanto verticales como horizontales han sido documentados en los yacimientos arqueológicos de Madaktu (650 a. c.) y Kul-e Fara (900-600 a. C.), con la colección más grande de instrumentos Elamita documentados en Kul-e Fara. Múltiples representaciones de arpas horizontales también fueron esculpidas en palacios de Asiria, datados entre 865 y 650 a. C.

### La antigüedad clásica

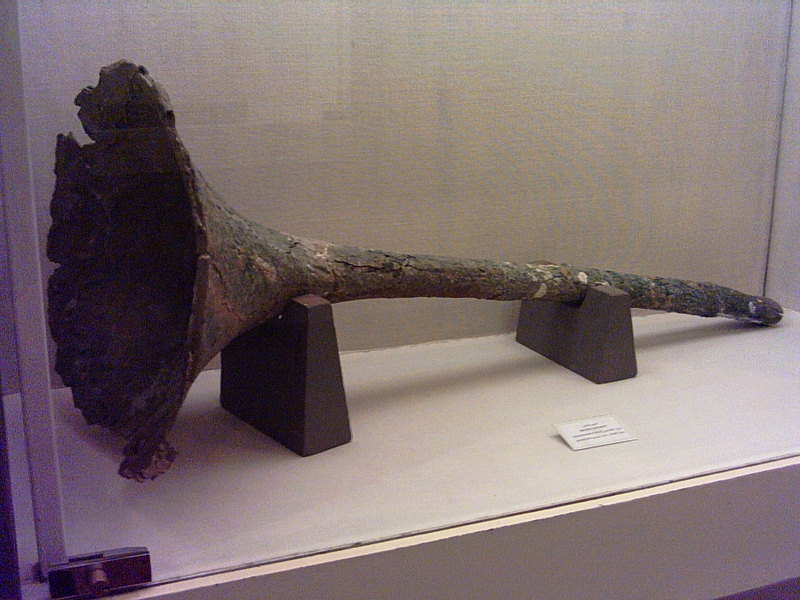
Karna, un antiguo instrumento musical iraní del conservado en el Museo Persépolis

No se sabe mucho sobre la escena de la música clásica de los imperios iraníes Medos, Aqueménidos y Partos, excepto por unos pocos restos arqueológicos y algunas anotaciones de escritos de los historiadores griegos. Según Heródoto, los magi, que eran una casta sacerdotal en el antiguo Irán, acompañaban sus rituales de sacrificios con el canto. Ateneo de Naucratis, en su Deipnosophistae, menciona a una cantante de la corte que había emitido una advertencia para el rey sobre los planes de Ciro el Grande, quien más tarde habría de establecer la dinastía Aqueménida en el trono. Ateneo también señala la captura de niñas cantantes en la corte del último rey aqueménida Darío III (336-330 a. C) por el  general macedonio Parmenion. Jenofonte en Ciropedia también menciona a un gran número de cantantes femeninas en la corte del Imperio Aqueménida. Bajo el Imperio Parto, los gōsān (Parto para "juglar") tuvieron un destacado papel en la sociedad. Se presentaron para sus audiencias en tribunales reales y en teatros públicos. Según Plutarco en Vida de Craso (32.3), alabaron a sus héroes nacionales y ridiculizaron a sus rivales romanos. Asimismo, Estrabón en su Geografía de Estrabón informa que a los jóvenes partos se les enseñaba canciones acerca de las "obras de los dioses y de los más nobles hombres". Las canciones partas más tarde fueron absorbidas en la épica nacional iraní Šāhnāme, compuesta en el siglo X por el poeta Firdovsi. Šāhnāme estuvo basada en Xwadāynāmag, una obra anterior en persa medio que ahora se ha perdido. También se menciona en Vida de Craso de Plutarco (23.7) los tambores partos usados para prepararse para la batalla.
Bajo el reinado de los Sasánidas, el término en persa medio huniyāgar se utilizó para referirse a un juglar. La historia de la música Sasani está mejor documentada que la de los períodos anteriores, y es especialmente evidente en los textos Avesta. La recitación del texto Sasánida Avesta de Vendidād ha sido conectado a la  trompeta Oxus. El mismo paraíso del Zoroastrismo fue conocido como la "Casa del Canto" (garōdmān en persa medio), "donde la música daba la alegría perpetua". Los instrumentos musicales no fueron usados en el culto formal de zoroastrianos, sino que se utilizaban en las fiestas. La escena musical sasánida está representada especialmente en vasos de plata y algunos relieves de pared.

### Edad Media

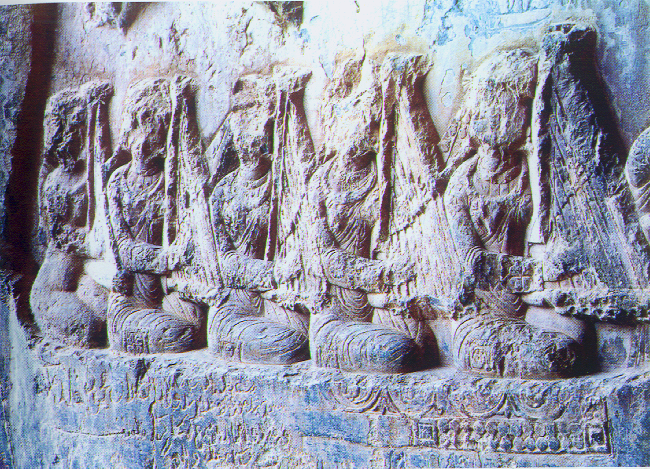
Músicos Chang representados en un relieve Sasánida del sexto siglo en Taq-e Bostan.

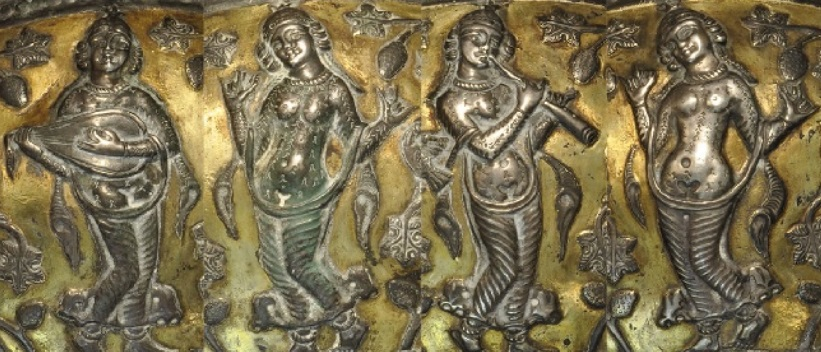
Los bailarines y músicos con instrumentos representados en un cuenco de plata Sasánida del -

La música clásica académica de Irán, además de preservar las melodías que a menudo son atribuidas a músicos sasánidas, está basada en las teorías de estética sónica como las expuestas por teóricos musicales iraníes en primeros siglos después de la conquista musulmana del Imperio Sasánida, más notablemente Avicenna, Farabi, Qotb-ed-Alboroto Shirazi, y Safi-ed-Alboroto Urmawi.
Ebrahim Mawseli y su hijo Eshaq Mawseli fueron destacados músicos de origen iraní que vivieron bajo el reinado del tercera califato árabe. Zaryab de Bagdad, un estudiante de Eshaq, es acreditado por haber dejado una notable influencia en la música clásica andalusí de España.
Tras el resurgimiento de las tradiciones iraníes a través de la llegada de un número de dinastías musulmanes iraníes, la música se convirtió una vez más, en "uno de los signos del rey". Rudaki, poeta persa del siglo IX, que vivió bajo el reinado de los Samánidas, también fue músico y compuso canciones para sus propios poemas. En la corte de los Gaznávidas, que gobernaron el país entre 977 y 1186, el poeta persa del siglo X Farrokhi Sistani también compuso canciones, junto con un cantante llamado Andalib y un músico tanbur llamado Buqi. Un intérprete laúd llamado Mohammad Barbati y un cantante llamado Setti Zarrin-kamar también participaron en la corte de los gobernantes Ghaznavid.

### Era moderna

Una miniatura persa que representa a los músicos y bailarines en un banquete. El artista fue un estudiante de Kamal-ol-molk llamado Ibrahim Jabbar-beik.

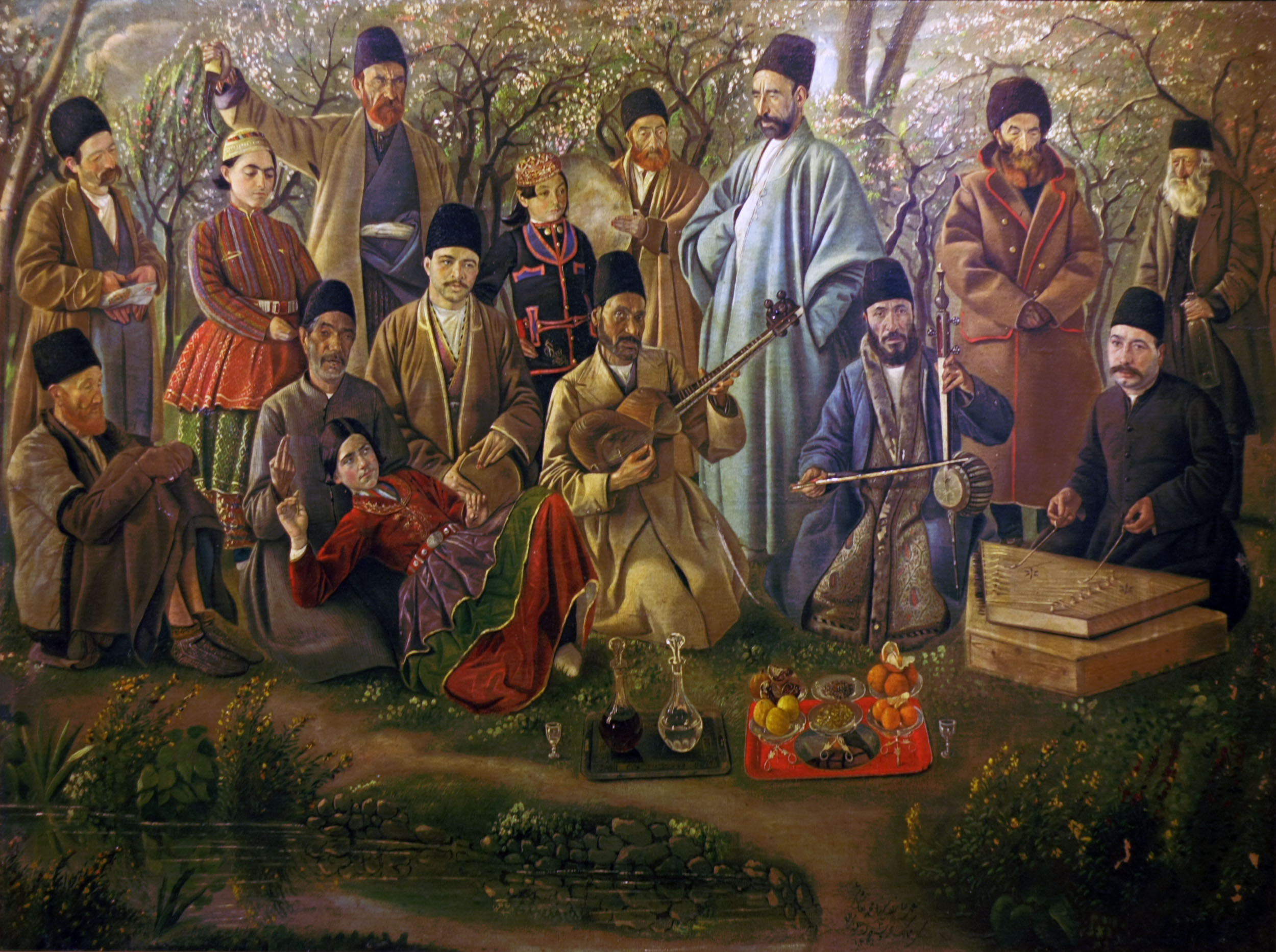
Un conjunto musical de la época del rey de la dinastía Qajar Naser-ed-Din Shah, representado por Kamal-ol-molk.

En la época posmedieval, las actuaciones musicales continuaron siendo observadas y  promovidas a través, especialmente, de los príncipes de la corte, órdenes sufíes, y la modernización de fuerzas sociales. Bajo el reinado de la dinastía Qajar, la música iraní fue renovada a través del desarrollo de melodías de tipo clásica (radif), base del repertorio de la música clásica de Irán, y la introducción de tecnologías modernas y  principios que fueron introducidos desde occidente. Mirza Abdollah, un prominente maestro tar y setar y uno de los músicos más respetados de la corte de finales del período Qajar, es considerado una importante influencia en la enseñanza de la música clásica iraní en conservatorios y universidades del Irán contemporáneo. Radif, cuyo repertorio se desarrolló en el siglo XIX, es la versión más antigua documentada de los siete sistemas dastgah, y es considerada como un reordenamiento del sistema anterior de 12 maqam.
Ali Naqi Vaziri, un respetado multiinstrumentista iraní, quien estudió teoría musical occidental y composición en Europa, fue uno de los más destacados e influyentes músicos de finales de la dinastía Qajar y principios del período Pahlavi. Fundó una escuela de música privada en 1924, donde también creó una escuela de orquesta, compuesta por sus estudiantes, formados en una combinación de tar y algunos instrumentos occidentales . Vaziri, posteriormente, fundó una asociación denominada Club de Música (Kolub-e Musiqi), formado por un número de progresistas escritores y académicos, donde la orquesta realizó conciertos conducidos por él mismo. Fue una extraordinaria figura entre los músicos iraníes del siglo XX, y su principal objetivo fue proporcionar música para los ciudadanos comunes en una arena pública. La Orquesta Sinfónica de Teherán (Orkestr-e Samfoni-ye Tehrān) fue fundada por Gholamhossein Minbashian en 1933. Fue reformada por Parviz Mahmoud en 1946, y es actualmente la más grande y antigua orquesta sinfónica en Irán. Más tarde, Ruhollah Khaleqi, un estudiante de Vaziri, estableció la Sociedad Nacional de Música (Anjoman-e Musiqi-ye Melli) en 1949. Numerosas composiciones musicales fueron producidas dentro de los parámetros de modos clásicos iraníes, y muchas involucraban armonías musicales occidentales. Canciones folclóricas y poemas clásicos y contemporáneos de poetas de Irán fueron incorporados para la disposición de las piezas orquestales que deberían llevar las nuevas influencias.
Antes de la década de 1950, la industria de la música fue dominada por los artistas clásicos. Nuevas influencias occidentales se introdujeron en la música popular de Irán en la década de 1950, con guitarras eléctricas y otras características importadas de instrumentos y formas  indígenas, y la música popular se desarrolló por las aportaciones de artistas como Viguen, quien era conocido como el "Sultán" del  pop y la música jazz iraní. Viguen, fue uno los primeros músicos iraníes en tocar con una guitarra.
Tras la Revolución de 1979, la industria de la música de Irán estuvo bajo una estricta supervisión, y la música pop fue prohibida durante casi dos décadas. Las mujeres tenían prohibido cantar como solistas para audiencias masculinas. En la década de 1990, el nuevo régimen comenzó a producir y promover música pop en un nuevo marco estandarizado, con el fin de competir con el extranjero. Bajo la presidencia del Reformista Jatami, como resultado de la flexibilización de restricciones culturales dentro de Irán, un número de nuevos cantantes de pop surgieron desde el interior del país. Desde que la nueva administración asumió el cargo, el Ministerio de Ershad adoptó una política diferente, principalmente para hacer más fácil el monitoreo de la industria. La recientemente aprobada política incluía el aflojamiento de las restricciones para un pequeño número de artistas, mientras se reforzaban por el resto. Sin embargo, el número de lanzamientos de discos aumentó.
La aparición del hip hop iraní en la década del 2000 también dio lugar a grandes movimientos e influencias en la música de Irán.

## Géneros

### Música clásica
La música clásica de Irán consta de melodías de tipo desarrolladas a través del país en la época clásica y medieval. Dastgah, un modo musical en la música clásica de Irán, a pesar de su popularidad, siempre ha sido preservada para la élite. La influencia del dastgah es vista como la reserva de autenticidad que inspira a otras formas de géneros musicales.

### Música folclórica
Las canciones populares ceremoniales y folclóricas de Irán, podrían ser consideradas como "vernáculares" en el sentido de que son conocidas y apreciadas por una parte importante de la sociedad (en contraposición a la música de arte, que abastece la mayor parte de la élite de las clases sociales). La variedad de la música popular de Irán, a menudo se ha subrayado, en conformidad a la diversidad cultural del país y de los grupos étnicos.
Las canciones populares se clasifican en varios temas, incluyendo aquellos de interés histórico, social, religioso y contextos nostálgicos. Hay también canciones populares que se aplican para ocasiones especiales, como bodas y cosechas, así como canciones de cuna, canciones infantiles, y adivinanzas.
Los cantantes iraníes de  música clásica y popular pueden improvisar la letra y la melodía dentro del propio modo musical. Muchas canciones populares tienen el potencial de ser adaptadas en tonalidades mayores o menores, y por lo tanto, un gran número de canciones populares iraníes se arreglaron para el acompañamiento orquestal.
Muchos canciones folclóricas del Irán antiguo fueron revitalizadas a través de un proyecto desarrollado por el Instituto para el Desarrollo Intelectual de Niños y Adultos Jóvenes, un instituto cultural y educativo fundado bajo el patrocinio de la ex emperatriz de Irán Farah Pahlavi en 1965. Se han producido una colección de grabaciones de calidad, realizadas por voces profesionales como las de Pari Zanganeh, Monir Vakili, y Minu Javán, y fueron muy influyentes en Irán, tanto en producciones de música folk como en el pop.

### Música sinfónica
La música sinfónica de Irán, como se observa en los tiempos modernos, fue desarrollada a fines de la dinastía Qajar y principios de la Pahlavi. Además de composiciones instrumentales, algunas de las piezas sinfónicas de Irán se basan en las canciones populares del país, y algunas se basan en la poesía clásica y contemporánea de poetas iraníes.
Symphonische Dichtungen aus Persien ("Poemas Sinfónicos de Persia"), una colección de obras sinfónicas, fue presentada por la Orquesta Sinfónica de Núremberg  y realizada por el director iraní Ali Rahbari en 1980.
Loris Tjeknavorian, un aclamado compositor y director de orquesta, compuso Rostam y Sohrab, una ópera con libreto persa que está basada en la tragedia de Rostam y Sohrab, poema épico del Šāhnāme, sobre más de dos décadas. Fue estrenada por la Orquesta Sinfónica de Teherán en el Roudaki Hall en diciembre de 2003.
En 2005, la Orquesta de Persépolis (Melal Orchestra) tocó una pieza que data de 3000 años. Las notas de esta pieza, que fueron descubiertas entre algunas de las antiguas inscripciones, fueron descifradas por los arqueólogos, y se cree que pertenecieron a los sumerios y antiguos griegos. El renombrado músico iraní Peyman Soltani condujo la orquesta. [cita requerida]

### Música Pop

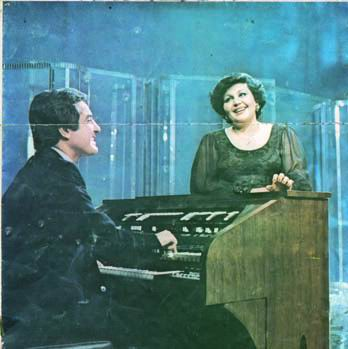
Haydeh y Anoushirvan en la Televisión Nacional Iraní, en 1975.

Tras la aparición de la radio, bajo el reinado de la dinastía Qajar, una forma de música popular se formó y comenzó a desarrollarse en Irán. Más tarde, la llegada de nuevas influencias occidentales, tales como el uso de la guitarra y  otros instrumentos, marcó un punto de inflexión en la música popular de Irán en la década de 1950. La música pop iraní es comúnmente interpretada por cantantes que se acompañan con la elaboración de los conjuntos, a menudo utilizando una combinación de instrumentos indígenas y europeos.
La música pop de Irán es en gran parte promovida a través de los medios de comunicación, pero sufrió algunas décadas de prohibición después de la Revolución de 1979. Los espectáculos públicos también fueron prohibidos, pero han sido ocasionalmente permitidos desde 1990. La música pop de las comunidades en la diáspora iraní también ha sido significativa.

### Jazz y blues

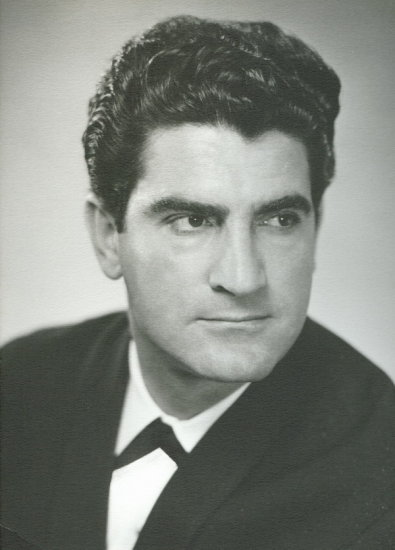
Viguen, "Sultán" del pop y la música jazz de Irán.

El jazz se introdujo en la música popular de Irán por la aparición de artistas como Viguen, que fue conocido como el "Sultán del Jazz" de Irán. Moonlight, la primera canción de Viguen, fue lanzada en 1954, siendo un éxito instantáneo en la radio y es considerada altamente influyente.
Elementos indígenas de Irán, como las clásicas formas musicales y la poesía, también se han incorporado en el jazz iraní. Rana Farhan, un cantante de jazz y blues, residente en Nueva York, combina la poesía persa clásica con la moderna, el jazz y el blues. Su obra más conocida, Drunk With Love (Borracho de Amor), está basada en un prominente poema del siglo XIII del poeta persa Rumi. Artistas de jazz y blues que trabajaron en el Irán posrevolucionario también han ganado popularidad.

### Rock
La música rock se introdujo en la música popular de Irán en la década de 1960, junto con la aparición de otros géneros musicales de países de Europa occidental y América. Pronto se hizo popular entre la generación más joven, especialmente en los clubes nocturnos de Teherán. Después de la revolución de Irán, muchos artistas de rock no son oficialmente sancionados y tienen que depender del internet y la escena indie.
En 2008, la banda de power metal Angband firmó con la discográfica Pure Steel Records como la primera banda iraní de metal en publicarse internacionalmente a través de una agencia europea. Angband ha tenido colaboraciones con el conocido productor Achim Köhler.

### Hip hop
En Irán el hip hop surgió en la década del 2000, en la capital del país, Teherán. Esto comenzó con la grabación de mixtapes de artistas independientes influenciados por la cultura hip hop estadounidense, y más tarde fue combinado con elementos de formas musicales indígenas de Irán.